# Flamets-Frétils
Flamets-Frétils é uma comuna francesa na região administrativa da Normandia, no departamento de Sena Marítimo. Estende-se por uma área de 12,63 km². Em 2010 a comuna tinha 172 habitantes (densidade: 13,6 hab./km²).